# Tricyclea paradubia
Tricyclea paradubia är en tvåvingeart som beskrevs av Zumpt 1973. Tricyclea paradubia ingår i släktet Tricyclea och familjen spyflugor.
Artens utbredningsområde är Elfenbenskusten. Inga underarter finns listade i Catalogue of Life.